# Limnebius piceus
Limnebius piceus är en skalbaggsart som först beskrevs av Horn 1872.  Limnebius piceus ingår i släktet Limnebius och familjen vattenbrynsbaggar. Inga underarter finns listade i Catalogue of Life.